# Mira telescópica

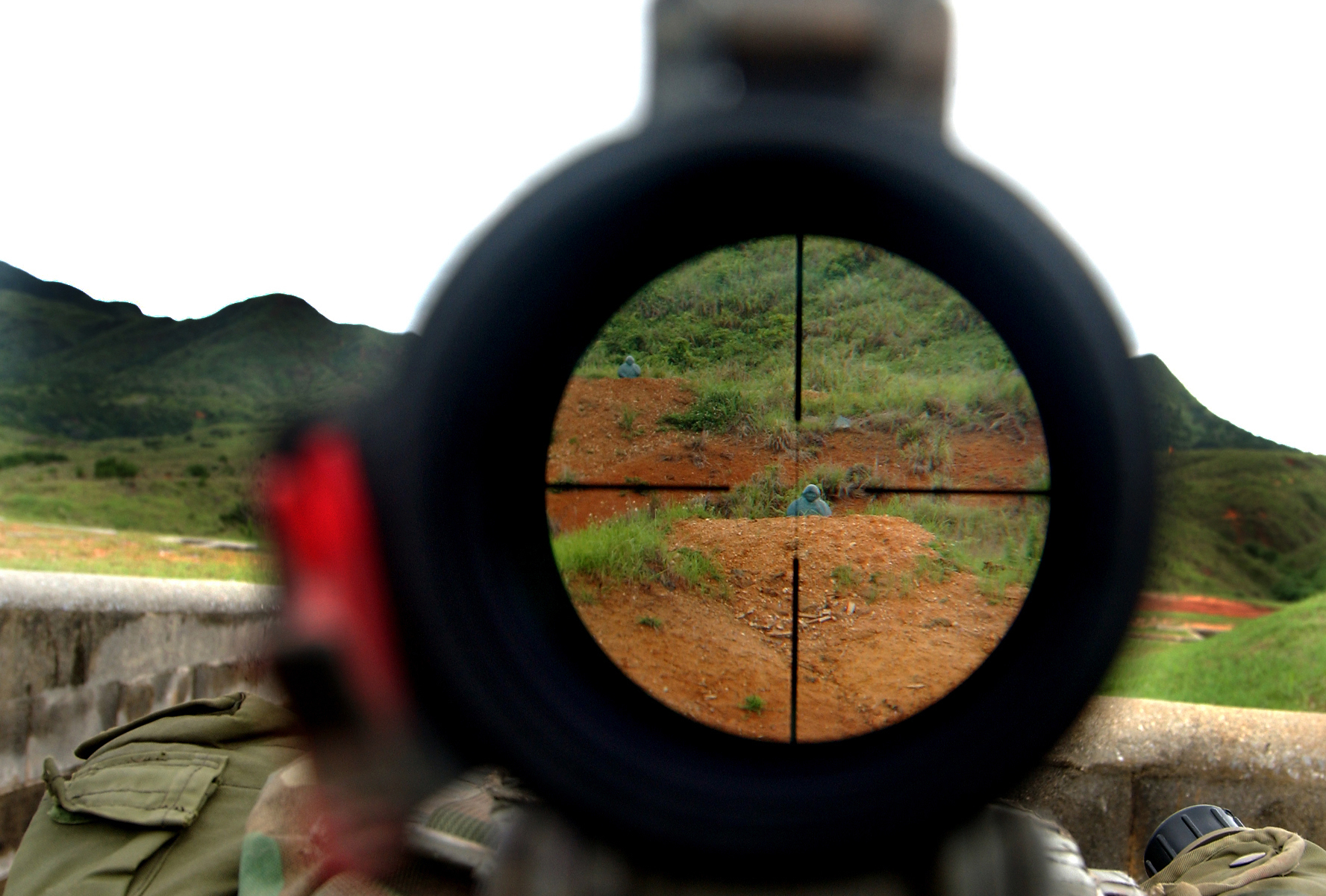
Marine mirando a través de una mira telescópica en unos ejercicios de entrenamiento

Una mira telescópica o mirilla telescópica es un sistema óptico cuya función consiste en aumentar la imagen de manera nítida del objetivo enfocado, facilitando de esta manera la precisión y exactitud (puntería) y aumentando así las posibilidades de acertar disparos a larga distancia con un arma. Su uso esta generalmente extendido en el ámbito militar (francotirador) y deportivo (competencias de tiro al blanco con ballesta o armas de fuego).
Sintéticamente consiste en un tipo especial de telescopio refractor, es decir, dos tubos que sostienen los lentes oculares y objetivo respectivamente, más algún mecanismo de enfoque. Que se diferencia del primero al poseer otros elementos característicos propios para su función: una «retícula», mecanismo de paralaje (presente en los modelos de mayor calidad), y algún mecanismo de sujeción adecuado para el arma con que se usará.
Cuando este dispositivo accesorio se adosa (se dice del procedimiento "montar la mira") a un fusil por medio de distintos mecanismos de sujeción llamados "montura", se pasa a denominar SWS (por Sniper Weapon System, o "Sistema armado de francotirador").

## Partes
1. Lente ocular: La parte de la mira más cercana al ojo.[1][2]
2. Campana ocular: tubo donde se monta el Lente ocular. La miras más modernas cuentan con "campana ocular de enfoque rápido", que permite hacer foco independientemente de la fijación del anillo de cierre. Se ajusta a contratuerca.[3]
3. Anillo de cierre: vincula y fija la "campana ocular" con el resto de la mira.
4. Enfoque. Mecanismo presente en los modelos de mayor calidad que permite un pequeño desplazamiento entre las lentes, para generar nitidez a distinto rango de profundidad de campo en el campo de visión.
5. Lente Objetivo: El más alejado al ojo del tirador.
6. Retícula: Dibujo, generalmente una "cruz", que hace de referencia angular y rudimentariamente provee información sobre el tamaño y la posición (relativa al observador) del objetivo. Las más sofisticadas, cuentan además con otras marcas, en este caso llamada "retícula escaladas", proveyendo así información con mayor precisión.[4]
7. Tubo del lente objetivo.
8. Torreta de Elevación: Regulación el desplazamiento de la retícula de referencia en el plano vertical.
9. Torreta de Deriva: Regulación el desplazamiento de la retícula de referencia en el plano horizontal.[3]
10. Anillo de Aumentos (zoom): en caso de ser una «mira de aumento variable». Mecanismos que suele estar entre las torretas y la lente ocular, que permite modificar la distancia focal; en modelos pequeños se encuentra en la misma lente objetivo. Para entender su notación, véase «Clasificación de prismáticos».
11. Montura o Anillas de sujeción (montura): mecanismo para adosar la mira perfectamente fijada al arma, para su correcto funcionamiento. Generalmente consiste de dos partes: dos bases fijas en el arma, y dos anillas que abrazan la mira por la parte delantera y trasera. Su disposición está determinada por el tamaño tanto de la Campana.[5]

### Retículas
Con cruz mayor:

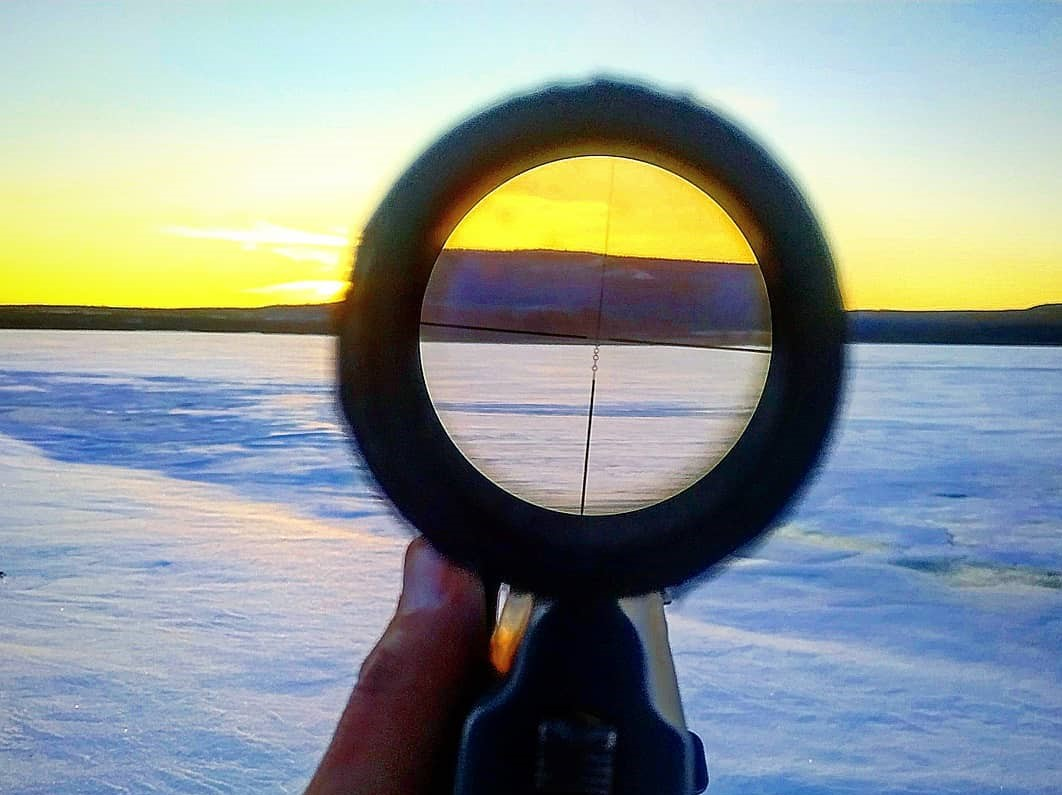
Vista a través de un alcance de francotirador de un fusil de caza

- 30/30, 30/30 IR Cross, 30/30 Red, Easy Shot (30/30 más un círculo)
- Target Dot, IR Target Dot,
- US Army Mil Dot (0,22 mil), US MC Mil Dot (0,25 mil)
- 4A, 4A IR Dot, 4A IR Red Cross, 4A IR Mil-Plex,
- Cross bow, IR Range-finding Graph
- SKS

Sin cruz mayor:
- 10 MOA, 3MOA, Circle Dot
- Cross
- ACOG

### Accesorios
- Capuchas para las lentes oculares y objetivo, cuya función es la de hacer sombra y evitar que la luz deslumbre para no ser detectados.
- Tapas protectoras para los lentes.
- Cubierta filtro: generalmente construida en policarbonato amarillo para realzar el contraste de la imagen en situaciones de poca visibilidad.
- Iluminación: Algunas miras telescópicas poseen iluminación para mayor visibilidad de la retícula en situaciones de mucha oscuridad (aunque su conveniencia es controvertida[4]).
- Camuflaje: colocar algún cubre-objeto (como un tejido o una malla) que disimule la mira en un entorno determinado.
- Contener nitrógeno en su interior para evitar el empañamiento de los lentes.

## Características
De acuerdo a las particulares de sus elementos constitutivos:
- Montura: Fija, desmontable; monopieza, bipieza (cada cual puede presentar distintos mecanismos propios).[5]
- Aumento: Único, variable.
- Retícula: Simple (sólo en el primer plano focal), doble (también presente en el segundo plano focal).
- Corrección de paralaje: Ausente, presente (únicamente bajo la condición de encontrarse dentro del rango para lo cual la mira está en foco[3]).
- Iluminación: Ausente, presente (colores rojo, verde, y en menor medida azul).[4]
- De visión nocturna.
- "Distancia de la pupila al ocular": la distancia (en milímetros) desde el lente ocular al ojo que permite una visualización completa de la imagen. A mayor distancia menor riesgo de dañarse debido al retroceso del arma.
- Calibre: según el "poder de fuego" que soporta la mira según su construcción o calidad de materiales. Si se usa una destinada para un menor "calibre", la mira quedará inutilizada luego de una cantidad variable de disparos; pudiéndose romper la retícula, los lentes, las sujeciones, etc.

## MOA
Es una unidad de medida angular, de uso corriente en artillería y por extensión en balística, cuya sigla se origina del inglés Minute of Angle que literalmente significa minuto de ángulo, y se traduce como minuto de arco.
Equivale a 1/60 de un grado sexagesimal, siendo que este se define como 1/360 de un círculo, resultan 21600 minutos de arco o MOA.
En la práctica, un MOA en la retícula equivale a 2,9 cm cada 100 m; aunque suele redondearse a múltiplos de 3 para facilitar el cálculo y debido a que el margen de error es despreciable. Análogamente en el sistema anglosajón de unidades equivale a 1,047 pulgadas y se redondea a 1" cada 100 yardas.
Las miras usan «clics» que según las especificaciones equivale a corregir 1, 1/2, 1/4, 1/8 MOA por cada clic, y va adquiriendo diferentes valores según la distancia. Es fundamental, a los fines de la puntería, que dichos clics sean constantes (cosa que no sucede en las miras de baja calidad).

## Miras táctica y deportiva
Debido a los fines de su uso, cada cual reúne un conjunto de características propias.
Una mira táctica es de mejor calidad en su diseño y materiales de construcción, soporta mayores «series de disparo» (el estándar NATO es de 10 000 disparos antes de perder fidelidad), precisión a mayores distancias; es fundamental la calidad del lente, el tratamiento aplicado sobre este, la transmisión lumínica y un diseño que no genere reflejos parásitos o aberraciones; finalmente tiene un rango de ajuste de más de 80 MOA, y el valor de los clics ¼ MOA, ½ MOA o directamente compensador de caída de proyectil.
La segunda, en cambio, tiene una calidad menor en su construcción y en su óptica, un ajuste no superior a 40 MOA, y el valor de los clics suele ser de 1/8 MOA.